# 足立孫六
足立 孫六（あだち まごろく、1843年（天保14年9月） - 1911年（明治44年）7月27日）は、明治時代の政治家。衆議院議員（2期）。

## 経歴
遠江国城東郡丹野村（静岡県城東郡川野村、小笠郡川野村、小笠村、小笠町を経て現菊川市）の三橋家に生まれ、周智郡平宇村（山科村、山梨村、山梨町を経て現袋井市）の足立家の養子になる。和漢学を学ぶ。1873年（明治6年）浜松県第二大区小区長となるが、1875年（明治8年）凶荒に際し減租を訴え県官と対立し罷免された。この頃、協同会を結成し小作米基準地価算定論や公選民会開設論を展開した。1876年（明治9年）2月、浜松県15等出仕、同年6月、権少属として民会係となり、浜松県民会設立に尽くした。浜松県が廃止されると郷里に戻り、遠州州会主導の買上米請願運動が起きると竹村太郎と共に出願総代人を務め交渉を成立させた。
1877年（明治10年）第十一大区長、1879年（明治12年）周智郡長となり、管内の道路開削等に尽瘁し「道路郡長」と呼ばれた。1889年（明治22年）大同倶楽部に加盟し、翌年立憲自由党が結成されると静岡県常議員となった。1892年（明治25年）2月の第2回衆議院議員総選挙では静岡県第5区から出馬し当選。つづく第3回総選挙でも当選し衆議院議員を2期務めた。ほか、富士紡績、関西鉄道、九州鉄道などの創立にも関与した。

## 親族
- 長男：足立純一郎（実業家）[3]　1882年生。1908年慈恵院医学専門学校卒。1911年に家督を継ぎ、静岡電気鉄道、東海起業重役にして靜岡県の多額納税者[4]
- 三女：みつ（実業家・佐分利一嗣妻）[5]　佐分利一嗣（1864年生、東京帝国大学工科大学卒）は成田鉄道社長のほか、横須賀電燈瓦斯、京阪電気鉄道の取締役を務めた[6]。弟に佐分利貞男[6]。
- 四女：たま（実業家・林謙吉郎妻）[7]